# DN3D
De DN3D (Drum Național 3D of Nationale weg 3D) is een weg in Roemenië. Hij loopt van de DN3 naar Călărași. De weg is 6 kilometer lang.